# Brønderslev
Brønderslev – miasto i siedziba gminy w północnej Jutlandii w Danii (region Jutlandia Północna, d. okręg Nordjyllands Amt).
W mieście jest stacja kolejowa Brønderslev.
Zobacz też: 
- gmina Brønderslev
- gmina Brønderslev (1970-2006)